# Tegenaria armigera
Tegenaria armigera är en spindelart som beskrevs av Simon 1873. Tegenaria armigera ingår i släktet husspindlar, och familjen trattspindlar. Inga underarter finns listade i Catalogue of Life.